# Dan Gertler
Dan Gertler (* prosinec 1973) je izraelský podnikatel, obchodník s komoditami. Je prezidentem společnosti DGI (Dan Gertler International) Group of Companies. Oblastí jeho investic a podnikání jsou diamantové a měděné doly v Demokratické republice Kongo, investoval také do železné rudy, zlata, kobaltu, ropy, zemědělství a bankovnictví.
V dubnu 2003 byl jmenován honorárním konzulem Demokratické republiky Kongo v Izraeli. V prosinci 2017 bylo americkou vládou vydáno nařízení č. 13818 implementující Magnitského zákon a Gertler byl uveden na seznamu sankcionovaných entit právě kvůli svým aktivitám v Kongu.

## Život a činnost
Jeho děd Moše Schnitzer emigroval z Rumunska do Palestiny, kde v roce 1947 založil Izraelskou diamantovou burzu a byl jejich prvním prezidentem. Jeho otcem je Ashe Gertler, který byl brankářem fotbalového týmu v Tel Avivu, později se stal obchodníkem s broušenými diamanty. Jeho matka Hanna Gertlerová provozovala radio s populární hudbou. Jeho strýc Šmuel Schnitzer byl v letech 2002–2006 prezidentem Světové federace diamantových burz (World Federation of Diamond Bourses).
Dan Gertler vyrůstal v sekulárním prostředí, později se svou ženou se přiklonil k ortodoxnímu židovství. Svůj čas tráví v Africe nebo u své rodiny v Bnej Brak, ultraortodoxní čtvrti Tel Avivu. Má k dispozici soukromý letoun a vždy se dostaví na šabat ke své rodině, manželce Anat a 9 dětem.
Studoval obchod na University of Derby and Financial Markets and Gemology v Izraeli, kde získal bakalářský titul.

### Obchodní aktivity
Dle Bloomberg Billionaire Index k datu 2012 vytvořil Gertler obchodní impérium v hodnotě 2,5 miliardy dolarů. V roce 2015 bylo časopisem Forbes jeho jmění odhadováno na 1,26 miliardy dolarů.
Své obchodní aktivity v Africe soustřeďoval na nerostné suroviny zejména diamanty a soustřeďoval se na Kongo, kde měl velmi úzké a specifické vazby na konžského prezidenta Josepha Kabilu, který je více než 20 let jeho přítelem.
Fleurette Group je soukromá společnost s centrálou v Amsterdamu, primárně se angažuje v nerostných surovinách v Africe. Centrum jeho aktivit je soustřeďováno na Kongo, kde pobočky a ventures vytvořili 30 tisíc nových pracovních míst. Zde je tato společnost největším plátcem daní prostřednictvím svých poboček a ventures. Mateřskou společností v rámci Fleurette Group je Fleurette Properties Ltd., která byla vytvořena jako holdingová společnost v roce 2006. Tato společnost má pod sebou 60 holdingových offshorových firem, prostřednictvím kterých, kontroluje koncese v Africe V únoru 2017 byl oznámen prodej akcií těžebních dolů v Kongu (31 % Mutanda – těžba mědi, 11,5 % Katanga – těžba mědi a kobaltu) společnosti Glencore ze strany Fleurette group.

### Obecně prospěšná činnost
Podporuje řadu vzdělávacích a charitativních organizací, mnoho z nich anonymně. Finančně podporuje zejména rodiny charedské (charedský judaismus) a studenty ješiv. V Kongu podporuje centrum Chabad Lubavič, které poskytuje náboženské a vzdělávací služby Židům v Africe. Také založil Gertler Family Foundation, která se věnuje charitativní činnosti.

### Kontroverze
- Aktivity Gertlera v Kongu.[14]

- Panama Papers (zveřejnění 2016) – je zmiňován v uvedených dokumentech.[15]

- US sankce – Magnitského zákon – (2017) Gertler byl uveden na seznamu OFAC (č.13818) proporušení lidských práv a korupci dle Magnitského zákona a je mu zablokován přístup k účtum v USA kvůli korupci a neprůhlednostem při obchodních aktivitách v Kongu. Gertler využíval především svého přátelství s prezidentem Konga Joseph Kabila a často působil jako zprostředkovatel pro mezinárodní společnosti při uzavírání obchodů s Kongem. Gertler a jeho společnost Fleurett Properties využívali za tímto účelem offshorové firmy. Kongu informovalo, že během let 2010-2012 ztratilo přes 1,36 miliardy USD kvůli nesprávnému ocenění entit, které byly prodány offshorovým firmám spojených s Gertlerem. Sankce se týkají 19 společností a jedné osoby s vazbami na Gertlera. Aktuálně činí celkové číslo sankcionovaných entit v Gertlerově případě 34.[16]

Dle informací související s případem Gertler u Vrchniho soudu Spojeného království vyplývá, že Gertler přijal a zaplatil miliony za úplatky jménem společnosti Eurasian Natural Resources Corporation (ENRC) v Demokratické republice Kongo. V roce 2016 hedge fund Och-Ziff uznal svou účast v aféře týkající se úplatků v Africe a vešel v jednání s americkými úřady. Výsledkem byla pokuta ve výši 400 milionů USD. Za partnera Och-Ziffa v Kongu byl považován právě Gertler. Komoditní a těžební gigant Glencore spojuje s Gertlerem 10leté partnerství. Nicméně po případu Och-Ziff a uvedením Gertlera na seznam sankcionovaných se Glencore rozhodl pro odstup. V červenci 2018 byla vydána předvolání od Ministerstva spravedlnosti USA. Integrita globálního systému zavisí na regulatorním vykořenění kriminálního chování včetně korupce. Je šokující, že tři společnosti uvedené v příspěvku tj. ENCR, Glencore a Och-Ziff jsou nebo byly veřejně obchodovatelné společnosti v Londýně či New Yorku (ENCR byla zaregistrována v Londýně, v současné době již není a je mimo UK).

## Myšlenky
Gertler obdržel od dědečka radu: "Řekl mi: Dane, setkávej se s bankéři a popros o půjčku, jedině tehdy, pokud ji nepotřebuješ, jen jako pojistku. Protože, až ji budeš potřebovat bude pozdě."